# Broc Parkes
Broc Parkes (Hunter Valley, 29 de diciembre de 1981) es un piloto de motociclismo australiano. Sus mejores actuaciones corresponden al Campeonato Mundial de Supersport.

## Biografía
Vencedor en el campeonato australiano de 125 cc en 1999, en la misma temporada hizo su debut en 125 cc de Campeonato del Mundo de Motociclismo corriendo el Gran Premio de su casa con wildcar a bordo de un Honda, sin obtener puntos.
Posteriormente, da el salto al Campeonato Mundial de Superbikes en 2001, con una Ducati 996 RS del equipo Ducati NCR y con Giovanni Bussei como compañero. Su mejor resultado es un quinto puesto en Phillip Island y acaba en el puesto 16.º de la general con 49 puntos. El año siguiente permanece en el mismo equipo, esta vez conduciendo un  Ducati 998 RS y con Pierfrancesco Chili como compañero de equipo. Su mejor resultado son tres octavos lugares (Monza, Assen y Imola, siempre en la carrera 2) y termina la temporada en el puesto 11 con 77 puntos.
La temporada 2003 comienza su aventura en el Campeonato Mundial de Supersport con BKM Honda team, aunque su equipo se tiene que retirar por problemas económicos. En 2004, ficha por el Ten Kate team, finishing acabando subcampeón del mundo por detrás de Karl Muggeridge. En 2005, ficha por el equipo Yamaha pero acabando el quinto en la general. En 2006, luchaba por el título hasta que un accidente en Assen lo dejara gravemente herido. Aunque regresó antes del final de la temporada, quedó tercero en general. Acabó en segundo lugar a Kenan Sofuoglu en 2007, con victorias en Brands Hatch y Lausitzring. Y en 2008, a pesar de una fractura de clavícula al principio de la temporada, termina cuarto con seis poles. and a season-opening victory in Losail

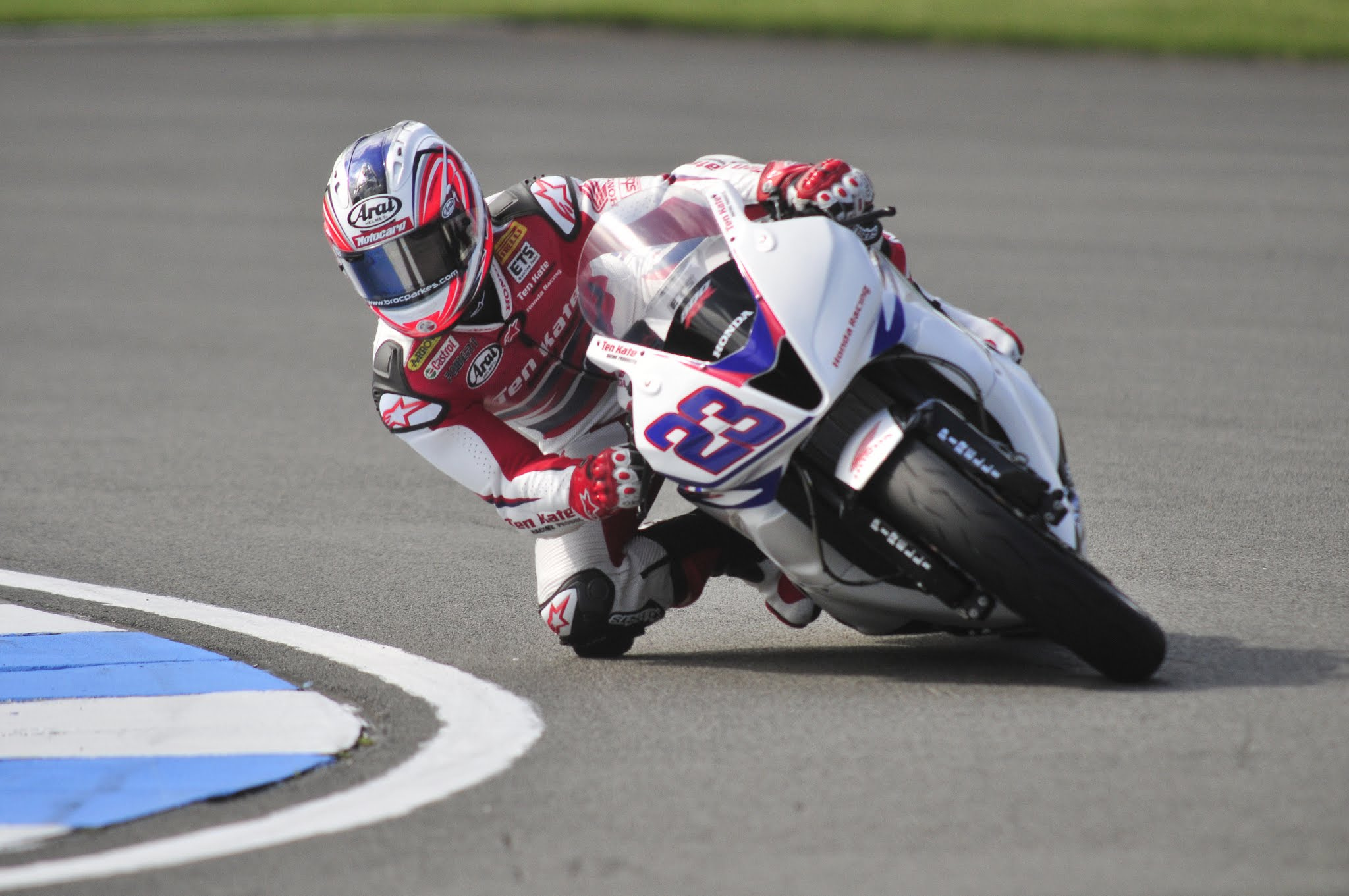
Parkes at Donington Park Supersport in 2012

En 2009, Parkes vuelve al Mundial de Superbikes con Kawasaki del Paul Bird Motorsport, formando dúo con Makoto Tamada. Su equipo a menudo luchó por obtener resultados, pero tan solo brilló en el Gran Premio de Gran Bretaña en Brands Hatch. Parkes se clasificó segundo al terminar segundo en las tres carreras celebradas allí, detrás del dominanador Leon Camier.
En 2010 ficha por la nueva Echo CRS Honda team. Tuvo un gran accidente en la pretemporada que le obligan a perderse los tres primeros Grandes Premios, Tres carreras antes del final de la temporada, Parkes anuncia que se marcha de Echo CRS Honda, y se une al equipo Motocard Kawasaki, como reemplazo del lesionado Joan Lascorz. También corre algunas carreras al final de la temporada en el Mundial de Supersport con el mismo equipo. Continua en Supersport las dos siguientes temporada y en 2013, Parkes vuelve a Australia con Yamaha para ganar el Australian FX-Superbike Championship.
En diciembre de 2013, anuncia que correrá para Paul Bird Motorsport con Michael Laverty en el el Campeonato del Mundo de Motociclismo de 2014. Reemplazaba a Damian Cudlin y continuó una racha de 31 años de representación de Australia en la clase principal de carreras de motos.

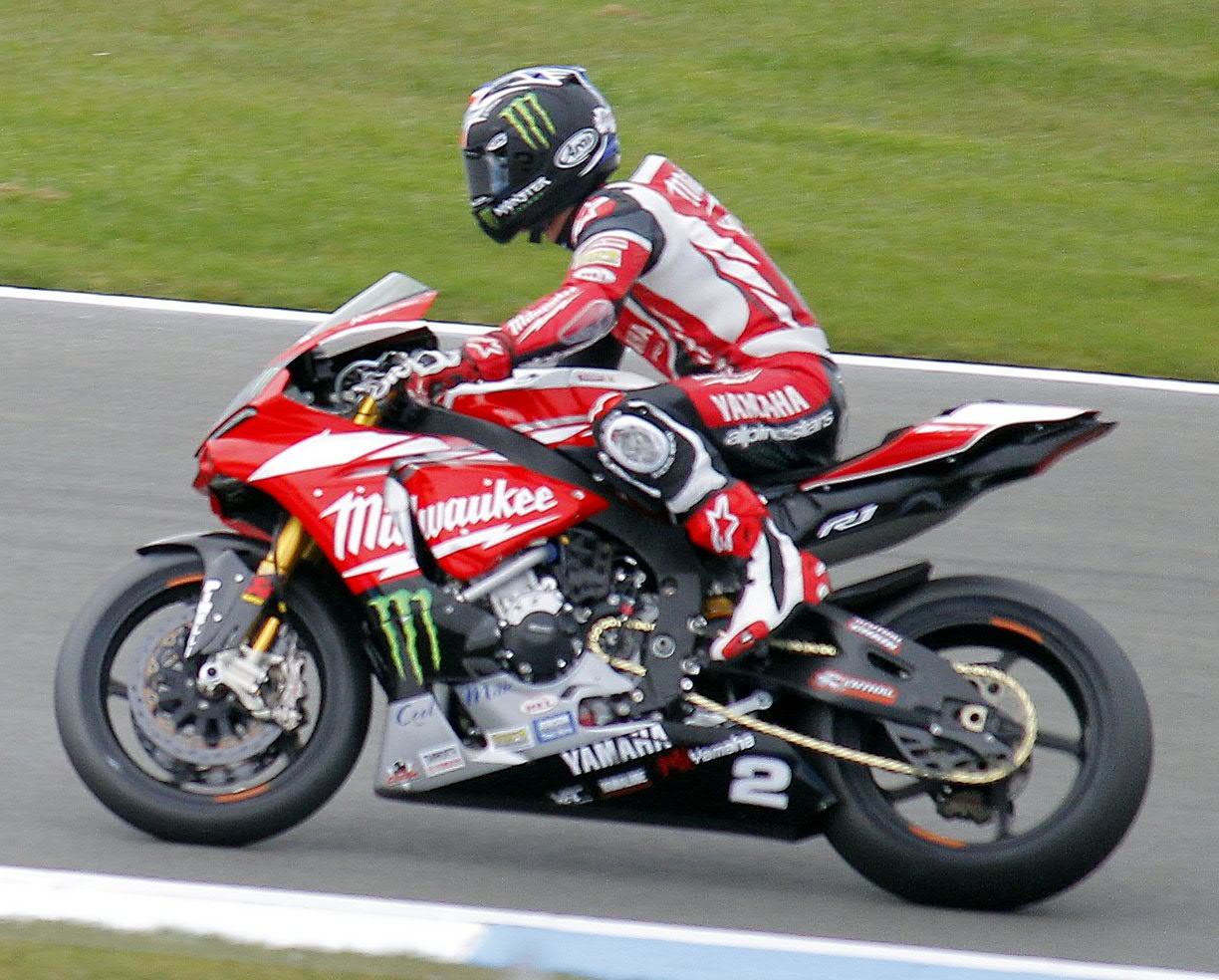
Parkes on a Milwaukee Yamaha Superbike in early 2015

A principio de 2015, Parkes corre para Shaun Muir Racing de Yamaha en el Campeonato Británico de Superbikes, hasta que no pudo continuar debido a los efectos posteriores de una operación en el brazo. Parkes entonces compite en el Campeonato Mundial de Resistencia de la FIM con la Yamaha Austria Racing Team, con su última carrera de la temporada, una carrera única para ART en Valencia, celebrada el 8 de noviembre en el Circuito Ricardo Tormo, y donde se retiró después de completar dos tercios de la carrera.

## Resultados

### Campeonato del Mundo de Motociclismo
Sistema de puntuación de 1993 hasta 2022:
| Posición | 1.º | 2.º | 3.º | 4.º | 5.º | 6.º | 7.º | 8.º | 9.º | 10.º | 11.º | 12.º | 13.º | 14.º | 15.º |
| Puntos   | 25  | 20  | 16  | 13  | 11  | 10  | 9   | 8   | 7   | 6    | 5    | 4    | 3    | 2    | 1    |

#### Carreras por año
(Carreras en negrita indica pole position, carreras en cursiva indica vuelta rápida)
(Clave) (negrita indica pole position) (cursiva indica vuelta rápida)

| Año  | Cat.   | Moto   | 1      | 2       | 3      | 4      | 5      | 6      | 7      | 8      | 9      | 10     | 11     | 12     | 13     | 14     | 15     | 16      | 17     | 18      | Pos. | Pts. |
| ---- | ------ | ------ | ------ | ------- | ------ | ------ | ------ | ------ | ------ | ------ | ------ | ------ | ------ | ------ | ------ | ------ | ------ | ------- | ------ | ------- | ---- | ---- |
| 1999 | 125cc  | Honda  | MAL -  | JPN -   | SPA -  | FRA -  | ITA -  | CAT -  | NED -  | GBR -  | GER -  | CZE -  | IMO -  | VAL -  | AUS 23 | RSA -  | BRA -  | ARG -   |        |         | NC   | 0    |
| 2014 | MotoGP | PBM    | QAT 15 | AME Ret | ARG 21 | SPA 17 | FRA 18 | ITA 17 | CAT 16 | NED 11 | GER 21 | IND 15 | CZE 19 | GBR 21 | RSM 18 | ARA 18 | JPN 20 | AUS Ret | MAL 14 | VAL 20  | 23rd | 9    |
| 2015 | MotoGP | ART    | QAT -  | AME -   | ARG -  | SPA -  | FRA -  | ITA -  | CAT -  | NED -  | GER -  | IND -  | CZE -  | GBR -  | RSM    | ARA -  | JPN -  | AUS -   | MAL -  | VAL Ret | NC   | 0    |
| 2017 | MotoGP | Yamaha | QAT -  | ARG -   | AME -  | SPA -  | FRA -  | ITA -  | CAT -  | NED -  | GER -  | CZE -  | AUT -  | GBR -  | RSM -  | ARA -  | JPN -  | AUS 22  | MAL -  | VAL -   | NC   | 0    |

### Campeonato Mundial de Superbikes

#### Carreras por año
| Year | Make     | 1       | 1       | 2       | 2      | 3      | 3      | 4       | 4       | 5       | 5       | 6       | 6      | 7       | 7       | 8       | 8      | 9      | 9      | 10      | 10      | 11      | 11     | 12     | 12      | 13      | 13     | 14     | 14     | Pts. | Pos. |
| Year | Make     | R1      | R2      | R1      | R2     | R1     | R2     | R1      | R2      | R1      | R2      | R1      | R2     | R1      | R2      | R1      | R2     | R1     | R2     | R1      | R2      | R1      | R2     | R1     | R2      | R1      | R2     | R1     | R2     | Pts. | Pos. |
| ---- | -------- | ------- | ------- | ------- | ------ | ------ | ------ | ------- | ------- | ------- | ------- | ------- | ------ | ------- | ------- | ------- | ------ | ------ | ------ | ------- | ------- | ------- | ------ | ------ | ------- | ------- | ------ | ------ | ------ | ---- | ---- |
| 2001 | Ducati   | SPA Ret | SPA 13  | RSA 12  | RSA 11 | AUS 5  | AUS C  | JPN 16  | JPN 17  | ITA DNS | ITA DNS | GBR 20  | GBR 14 | GER 14  | GER Ret | SMR Ret | SMR 7  | USA 13 | USA 14 | EUR DNS | EUR DNS | GER Ret | GER 18 | NED 22 | NED Ret | ITA Ret | ITA 8  |        |        | 49   | 16.º |
| 2002 | Ducati   | SPA 15  | SPA DNS | AUS Ret | AUS 13 | RSA 11 | RSA 14 | JPN Ret | JPN Ret | ITA Ret | ITA 8   | GBR Ret | GBR 12 | GER 11  | GER Ret | SMR Ret | SMR 14 | USA 15 | USA 12 | GBR Ret | GBR 18  | GER 10  | GER 10 | NED 9  | NED 8   | ITA 9   | ITA 8  |        |        | 77   | 11.º |
| 2009 | Kawasaki | AUS Ret | AUS 18  | QAT 14  | QAT 16 | SPA 10 | SPA 17 | NED     | NED     | ITA 10  | ITA 13  | RSA 15  | RSA 14 | USA Ret | USA 11  | SMR 17  | SMR 17 | GBR 18 | GBR 14 | CZE 12  | CZE 16  | GER Ret | GER 13 | ITA 10 | ITA 15  | FRA Ret | FRA 15 | POR 11 | POR 12 | 51   | 18.º |
| 2010 | Honda    | AUS     | AUS     | POR     | POR    | SPA    | SPA    | NED Ret | NED 17  | ITA 20  | ITA 15  | RSA Ret | RSA 18 | USA 17  | USA 15  | SMR DSQ | SMR 17 | CZE 13 | CZE 12 | GBR Ret | GBR Ret | GER     | GER    | ITA    | ITA     | FRA     | FRA    |        |        | 9    | 22.º |
| 2013 | Yamaha   | AUS     | AUS     | SPA     | SPA    | NED    | NED    | ITA     | ITA     | GBR     | GBR     | POR     | POR    | ITA     | ITA     | RUS     | RUS    | GBR    | GBR    | GER     | GER     | TUR     | TUR    | USA    | USA     | FRA     | FRA    | SPA 18 | SPA 12 | 4    | 35.º |

### Campeonato Mundial de Supersport

#### Carreras por año
| Year | Bike     | 1       | 2       | 3       | 4       | 5       | 6       | 7       | 8       | 9       | 10     | 11      | 12      | 13      | Pts. | Pos. |
| ---- | -------- | ------- | ------- | ------- | ------- | ------- | ------- | ------- | ------- | ------- | ------ | ------- | ------- | ------- | ---- | ---- |
| 2003 | Honda    | SPA 7   | AUS Ret | JPN 7   | ITA 15  | GER 5   | GBR Ret | SMR 3   | GBR 15  | NED     | ITA    | FRA Ret |         |         | 47   | 13.º |
| 2004 | Honda    | SPA Ret | AUS 4   | SMR Ret | ITA 2   | GER 2   | GBR 3   | GBR 4   | NED 4   | ITA 2   | FRA 2  |         |         |         | 135  | 2.º  |
| 2005 | Yamaha   | QAT 6   | AUS 7   | SPA 6   | ITA 7   | EUR 5   | SMR 5   | CZE Ret | GBR Ret | NED 7   | GER 2  | ITA 5   | FRA 1   |         | 125  | 6.º  |
| 2006 | Yamaha   | QAT Ret | AUS 3   | SPA 4   | ITA 7   | EUR 2   | SMR 3   | CZE 2   | GBR 1   | NED Ret | GER    | ITA 6   | FRA 3   |         | 145  | 4.º  |
| 2007 | Yamaha   | QAT Ret | AUS 3   | EUR DNS | SPA 5   | NED Ret | ITA Ret | GBR Ret | SMR 2   | CZE 13  | GBR 1  | GER 1   | ITA 4   | FRA 2   | 133  | 2.º  |
| 2008 | Yamaha   | QAT 1   | AUS Ret | SPA 4   | NED 5   | ITA 3   | GER 3   | SMR 10  | CZE 4   | GBR 4   | EUR 10 | ITA 2   | FRA Ret | POR 5   | 150  | 4.º  |
| 2010 | Kawasaki | AUS     | POR     | SPA     | NED     | ITA     | RSA     | USA     | SMR     | CZE     | GBR    | GER 3   | ITA 4   | FRA Ret | 29   | 15.º |
| 2011 | Kawasaki | AUS 2   | EUR 5   | NED 3   | ITA 4   | SMR 1   | SPA Ret | CZE Ret | GBR 6   | GER 7   | ITA 3  | FRA 3   | POR Ret |         | 136  | 4.º  |
| 2012 | Honda    | AUS 3   | ITA 20  | NED 4   | ITA Ret | EUR 4   | SMR 5   | SPA 4   | CZE 3   | GBR 3   | RUS 5  | GER 4   | POR 4   | FRA 27  | 135  | 5.º  |